# Shah Berunai de Brunei
Shah Berunai foi o oitavo sultão de Brunei que governou apenas um ano. Ele ascendeu ao trono em 1581 com a morte de seu pai, o sultão Saiful Rijal. Ele morreu em 1582 sem descendentes do sexo masculino e foi sucedido por seu irmão mais novo Pengiran Muda Tengah Muhammad Hassan. Durante o seu reinado preocupou-se com a produção de um canhão para a defesa do Brunei dos ataques do exército espanhol, que estava sediado em Manila, como consequência da Guerra de Castela.